# 1896 en France
Chronologie de la France
- 1892
- 1893
- 1894
- 1895
- 1896
- 1897
- 1898
- 1899
- 1900

Cette page concerne l'année 1896 du calendrier grégorien.

## Événements

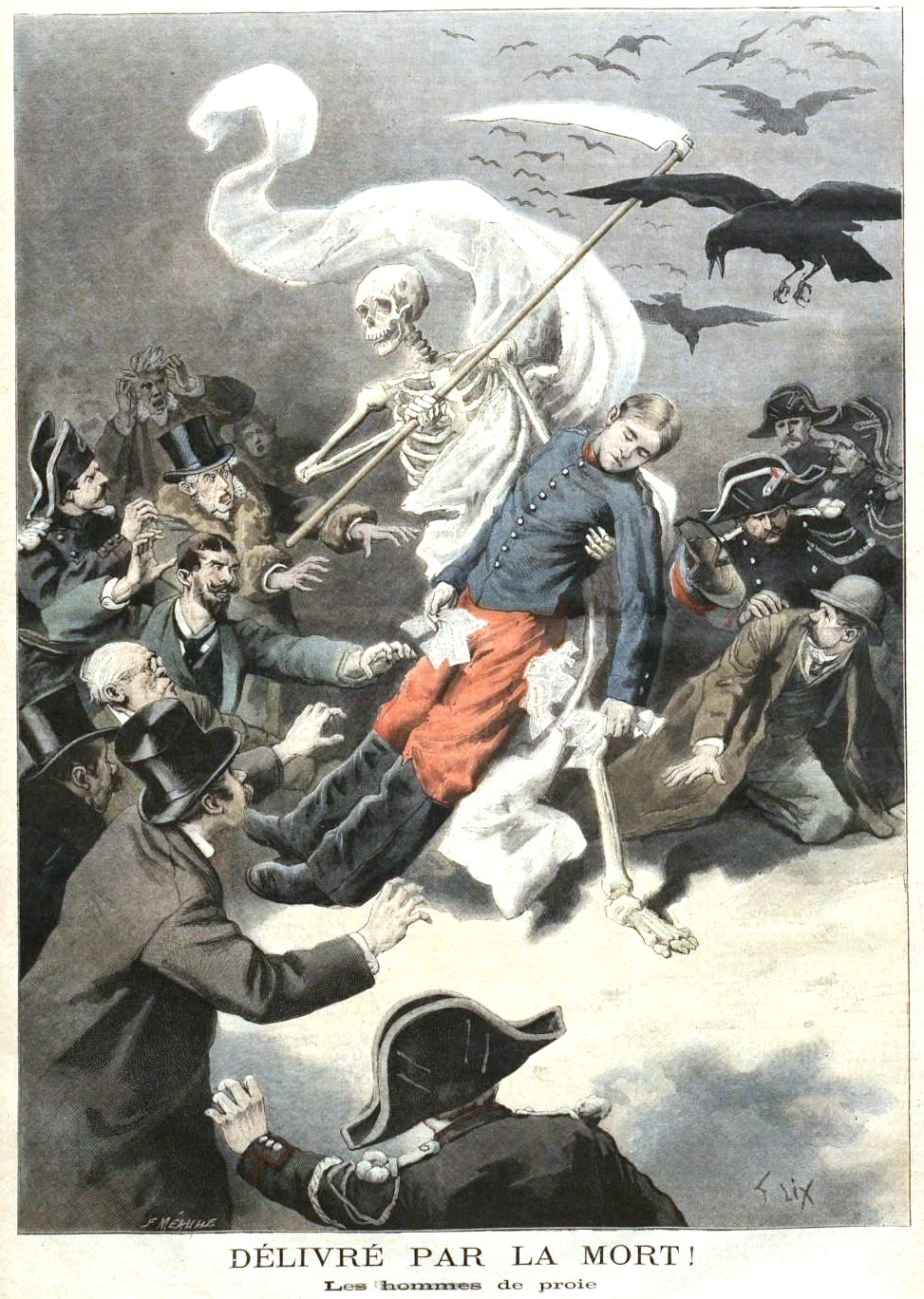
Délivré par la mort ! Les hommes de proie (à propos de l'affaire Max Lebaudy). Le Petit Journal, n° 271, dimanche 26 janvier 1896.

- 9 janvier : sept personnes, le journaliste Jacques Saint-Cère, les frères Civry, Lionel de Cesti, le journaliste Georges de Labruyère, Joseph Chiarisolo et Carle des Perrières sont arrêtées au motif de chantage et d'extorsion en association contre la personne de Max Lebaudy, jeune et riche héritier d'une famille de raffineurs mort le 24 décembre 1895. Début de l'affaire Lebaudy. Saint-Cère et Labruyère sont acquittés le 13 mars. Cesti est condamné à treize mois de prison et 500 francs d'amende[1].
- 15 janvier : accord franco-britannique sur les sphères d’influence au Siam. Les Britanniques abandonnent l’exigence d’un glacis entre les colonies françaises et la Birmanie, la France s’engageant à garantir l’indépendance du Siam[2].
- 7-15 mars, affaire Dreyfus : interception du télégramme (le « petit bleu ») adressé par Schwartzkoppen à Ferdinand Walsin Esterhazy[3].
- 8-10 mars : crue nivale du Doubs et de la Loue[4].
- 14 mars : Arthur Groussier présente à la Chambre le premier projet relatif à une codification des lois ouvrières[5].

- 17 mars : la cathédrale Notre-Dame-de-Grâce de Cambrai (Nord) est érigée en basilique mineure par le pape Léon XIII[6].
- 29 mars : Recensement[7] ; des données détaillées sont publiées sur la mobilité de la population active par profession, branche d'activité économique et statut[8]. La population française stagne : 38 340 000 habitants en 1891, 38 960 000 en 1901[9].
- Mars : Alice Guy, âgée de 23 ans, réalise La Fée aux choux, premier film de science fiction[10].

- 2 avril : fondation de la Société anonyme des automobiles Peugeot[11].

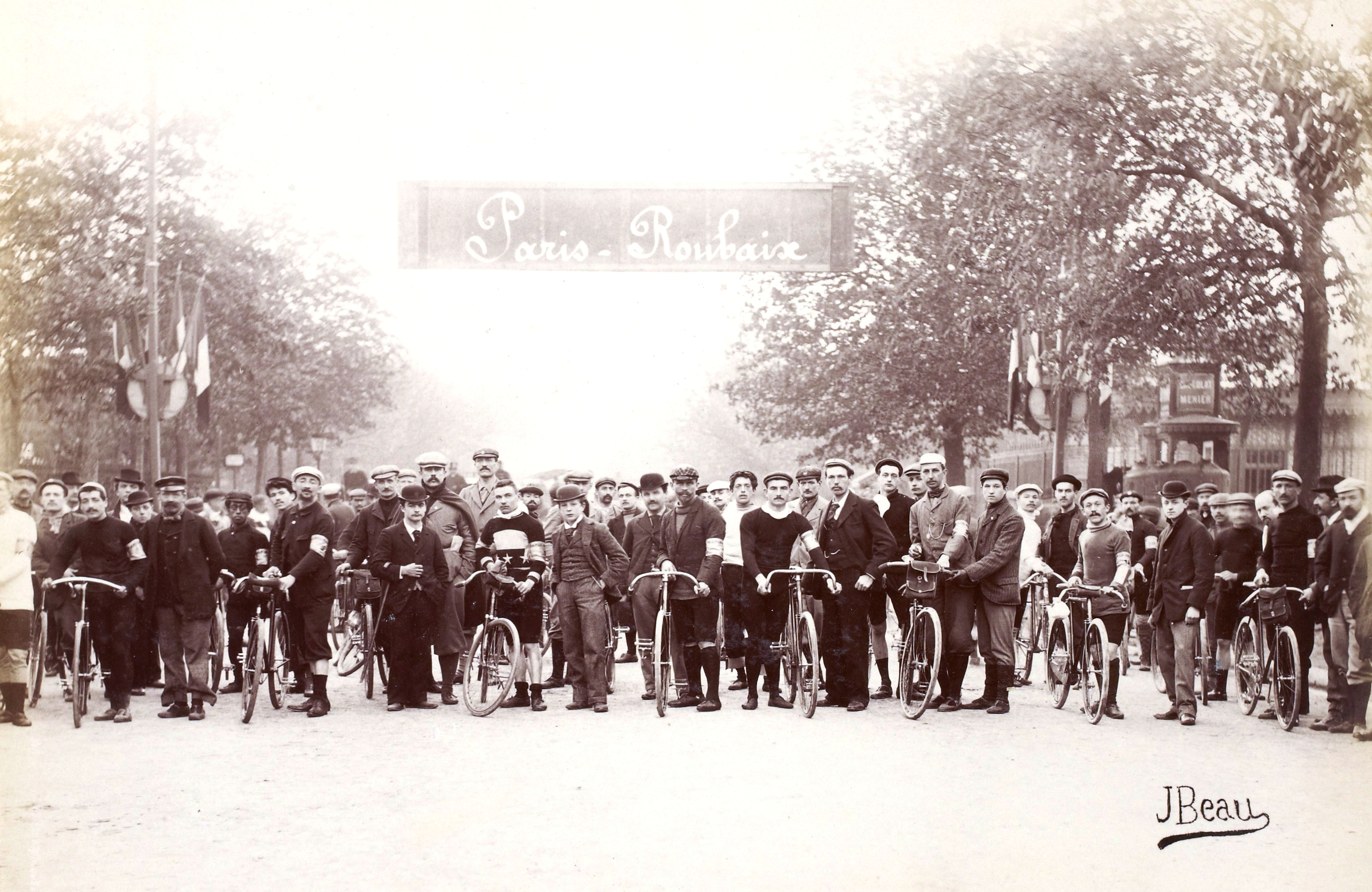
Participants de la course cycliste Paris-Roubaix avant le départ, le 19 avril 1896.

- 19 avril : première édition de la course cycliste professionnelle Paris-Roubaix remportée par l'allemand Josef Fischer[12].
- 20 avril : le conseil municipal de Paris adopte le projet de réseau de chemin de fer métropolitain de Fulgence Bienvenüe et d'Edmond Huet[13].
- 29 avril : Jules Méline est élu président du Conseil[14]. Républicain convaincu, il forme un cabinet modéré et poursuit une politique favorable aux industriels et aux paysans.

- 3 et 10 mai : élections municipales françaises. Paris vote à nouveau avec le reste du pays[15]. Les socialistes progressent lors de ces élections[14].
- 16 mai-16 octobre : exposition nationale et coloniale de Rouen[16].
- 17 mai : première édition de la course cycliste Paris-Tours à l’occasion de l’inauguration du vélodrome de Tours, remportée par Eugène Prévost[17].
- 24 mai : création d'un éphémère Parti démocrate-chrétien au congrès ouvrier chrétien à Reims[14].
- 29 mai : le statisticien nataliste Jacques Bertillon fonde l'Alliance nationale pour l'accroissement de la population française[18]. Elle est autorisée par un arrêté ministériel du 22 août 1896 et reconnue d'utilité publique par décret du 3 août 1913.
- 30 mai : banquet de Saint-Mandé célébrant la victoire socialiste aux élections municipales ; discours de Millerand qui appelle à l'union des socialistes et à l'élaboration d'un programme commun réformiste[14].

- 16 juin : arrêt Teffaine sur la responsabilité du fait des choses[19].
- 10 juillet : loi relative à la constitution des Universités[20].

- 5 août : le lieutenant-colonel Georges Picquart constate la similitude de l'écriture du bordereau et celle d'Esterhazy, il alerte en vain ses supérieurs[3].
- 6 août : Madagascar devient colonie française. Le protectorat instauré en 1885 et la royauté subsistent un temps dans le centre de l’île. L’insurrection menalamba donne lieu à une répression sauvage. Le général Gallieni, résident général arrivé le 16 septembre, fera exiler la reine (28 février 1897) et fusiller le ministre de l’Intérieur le 15 octobre (fin le 13 mai 1905)[21],[22].
- 24 août : congrès Ecclésiastique de Reims[23].

- 3 septembre : le Daily Chronicle annonce l'« évasion du capitaine Dreyfus ». La fausse nouvelle est publiée à Paris le soir même[3].
- 10 septembre : tornade à Paris[24].

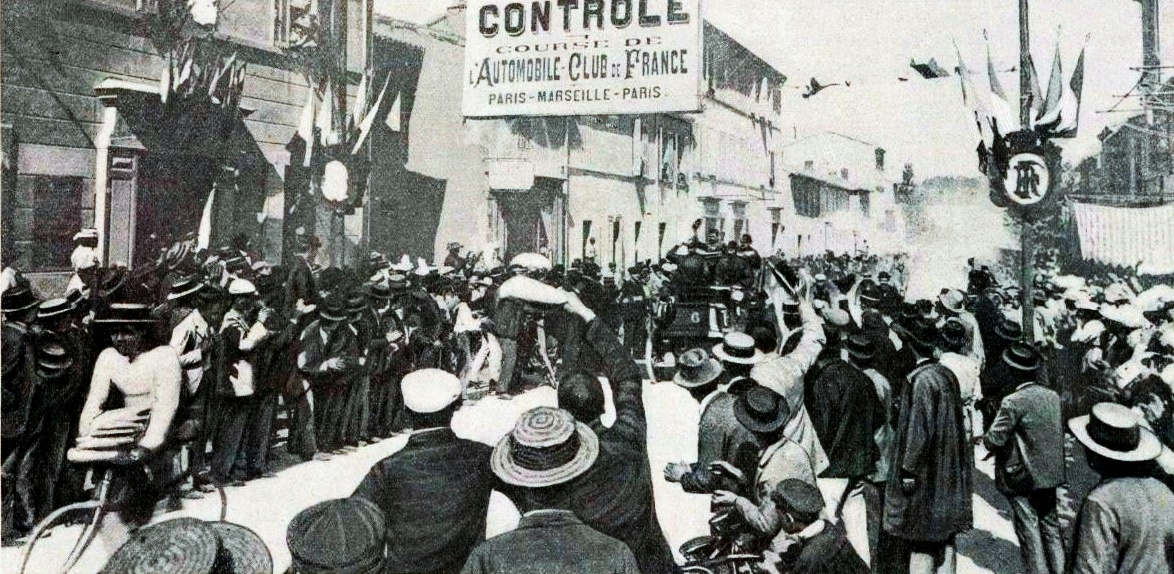
Arrivée à Marseille d'Émile Mayade, lors du Paris-Marseille-Paris 1896 - La Vie au Grand Air du 18 octobre 1913.

- 24 septembre-3 octobre : course automobile Paris-Marseille-Paris organisée par l'Automobile Club de France[11].
- 28 septembre : convention franco-italienne ; l’Italie reconnaît le protectorat français sur la Tunisie[25].

- Septembre : La Soirée avec monsieur Teste, essai de Paul Valéry parait dans la revue Le Centaure[26].

- 1er octobre : accord sur la navigation de la marine marchande entre la France et l’Italie[27].
- 5 - 8 octobre : le tsar Nicolas II de Russie est en visite officielle à Paris[14].

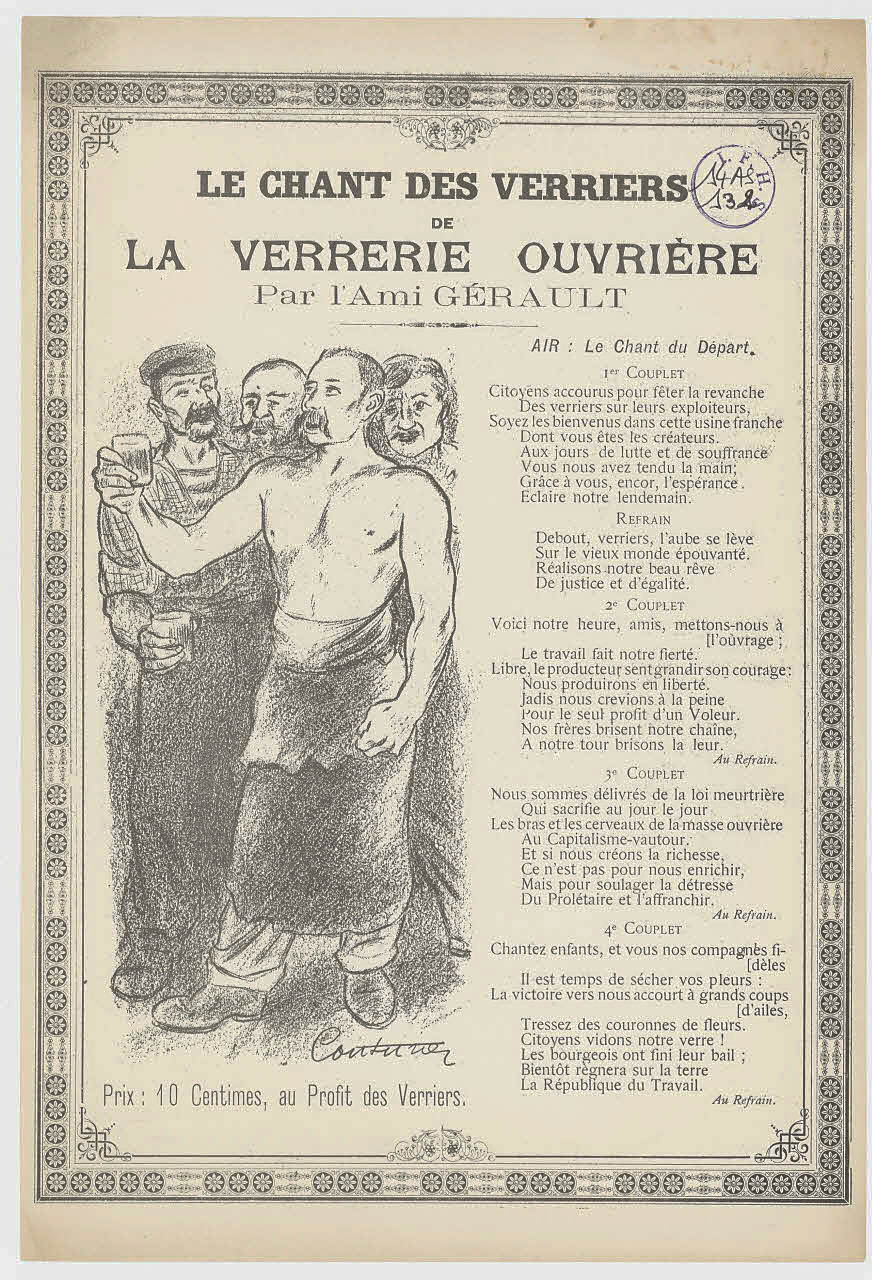
« Chant des verriers de la verrerie ouvrière par l’Ami Gérault ». Chanson destinée à lever des fonds pour soutenir la grève des ouvriers de la Verrerie Sainte-Clotilde à Carmaux, 1896.

- 25 octobre : inauguration de la Verrerie ouvrière d'Albi[28].

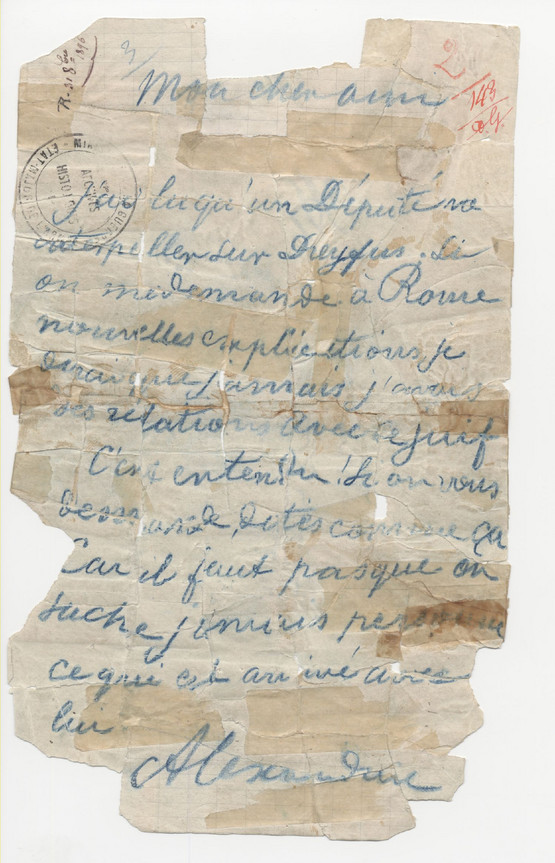
Photo du faux Henry - Affaire Dreyfus, 1896.

- 2 novembre, affaire Dreyfus : le commandant Henry, adjoint de Picquart aux Renseignements, rédige un faux, le « Faux Henry », qu'il remet au général Gonse pour accabler Dreyfus[29].

- 6 novembre : Bernard Lazare publie à Bruxelles « Une erreur judiciaire, la vérité sur l'affaire Dreyfus »[3].
- 10 novembre : publication du fac-similé du bordereau de l’affaire Dreyfus dans Le Matin[30].
- 18 novembre : interpellation du député nationaliste André Castelin sur « les incidents se rapportant à l'affaire Dreyfus ». Le ministre de la guerre Billot affirme que « Dreyfus a été justement et légalement condamné »[31].

- 4-6 décembre : une tempête ravage les côtes atlantiques et les côtes de la Manche[32].

- 10 décembre : première représentation de la pièce d'Alfred Jarry Ubu roi au théâtre de l'Œuvre[33].